# 清瀬川敬之助
清瀬川 敬之助（きよせがわ けいのすけ、1893年11月1日 - 1967年7月1日）は、秋田県平鹿郡大森町（現：秋田県横手市）出身で楯山部屋に所属した大相撲力士。本名は三輪 敬之助（みわ けいのすけ）（旧姓：守屋）。5代伊勢ヶ濱。最高位は東関脇。

## 来歴
1893年11月1日に秋田県平鹿郡大森町（現：秋田県横手市）で生まれる。地元の尋常高等小学校では柔道の猛者として活躍していたが、土地相撲の世話人だった花瀬川の世話によって、熊ヶ谷部屋へ入門、1911年1月場所において新序から初土俵を踏んだ。入門後も柔道道場には通い続け、力士としては史上初となる講道館段位（三段）を取得した。
1917年5月場所で新入幕を果たすと、右四つに組んでから上手投げ・下手投げなどの投げ技や、外掛けなどの足技を始めとした多彩な技を繰り出す取り口で、出足を使う相撲では無かった。それでも清瀬川の繰り出す技は「業師」と愛称が付くほど俊敏かつ抜群の切れ味で、さらに土俵度胸の良さもあって上位陣、とりわけ栃木山守也・常ノ花寛市・大ノ里萬助などを苦しめたが、関脇まで昇進しても勝ち越せずに大関昇進は果たせなかった。
現役時代から内弟子を取り、熊ヶ谷部屋の後継者を争っていたが敗れたため、楯山部屋へ転属した。1929年1月場所9日目の関脇・玉錦三右エ門戦で、取組中に右目上を負傷して流血したが、行司・勝負検査役が共に流血を確認しても取組を中断させずに続けさせたことに不満を感じ、突如として引退届を提出した。しかし、日本相撲協会から熱心に慰留されたことで引退届を撤回し、次の同年9月場所まで出場して現役を引退した。
現役引退後は、年寄・伊勢ヶ濱（5代）を襲名し、幡瀬川邦七郎たちを引き連れて伊勢ヶ濱部屋を創設した。部屋では自身の現役時代と同じような技能派力士を多数育成した。特に同郷の後輩で遠縁でもある照國萬藏を横綱へ昇進させたことは、功績として数えられる。照國は清瀬川が師匠を務めていた頃の伊勢ヶ濱部屋について「ウチの部屋の力士といえば、みんな体が小さくて、四つ身になったら勝てるような力士がいなかった。だから、みんながうるさく、前さばきについては言われたでしょう。事実、これについてはそれこそ、寝ずに研究をしたものですよ」と語っている 1953年1月場所が終わった後、同場所限りで現役を引退した照國萬藏へ部屋を譲り、自身は出羽海と共に日本相撲協会の相談役を務めたほか、1960年には、翌年1月に施行された停年制を前に勇退し、蔵前国技館で引退披露大相撲を開催した（年寄の引退相撲は史上初だった）。
1967年7月1日に死去、73歳没。

## 主な成績
- 通算幕内成績：162勝142敗8分4預12休　勝率.533
- 幕内在位：31場所
- 三役在位：15場所（関脇5場所、小結10場所）
- 優勝旗手：1回
- 金星：2個（栃木山守也・常ノ花寛市）

### 場所別成績
| 1911年 （明治44年） | 新序 2–1                  | x               | 西序ノ口10枚目 3–2       | x                     |
| 1912年 （明治45年） | 西序二段47枚目 3–0 1分1預 | x               | 西三段目67枚目 2–3       | x                     |
| 1913年 （大正2年） | 西三段目61枚目 3–2        | x               | 西三段目59枚目 3–1 (1預) | x                     |
| 1914年 （大正3年） | 西三段目9枚目 3–2         | x               | 東幕下57枚目 5–0         | x                     |
| 1915年 （大正4年） | 西幕下14枚目 3–2          | x               | 東幕下10枚目 2–3         | x                     |
| 1916年 （大正5年） | 西幕下18枚目 3–1 1預      | x               | 東幕下2枚目 2–1 (2預)    | x                     |
| 1917年 （大正6年） | 東十両7枚目 4–1 1預       | x               | 西前頭14枚目 4–6         | x                     |
| 1918年 （大正7年） | 西前頭15枚目 5–5          | x               | 西前頭7枚目 7–2 1預      | x                     |
| 1919年 （大正8年） | 西小結 1–9                | x               | 西前頭6枚目 5–4–1        | x                     |
| 1920年 （大正9年） | 西前頭筆頭 7–3            | x               | 東張出小結 4–6           | x                     |
| 1921年 （大正10年） | 東前頭5枚目 6–3 1預       | x               | 西関脇 1–9               | x                     |
| 1922年 （大正11年） | 西前頭5枚目 6–4 ★         | x               | 東前頭2枚目 5–3 (2引分)  | x                     |
| 1923年 （大正12年） | 西小結 6–3 (1引分)        | x               | 東関脇 5–4–1 1分         | x                     |
| 1924年 （大正13年） | 東張出小結 4–4 2分        | x               | 西張出小結 3–6 2預       | x                     |
| 1925年 （大正14年） | 西前頭筆頭 6–4 1分        | x               | 東小結 3–3–5             | x                     |
| 1926年 （大正15年） | 東前頭4枚目 7–4           | x               | 西前頭筆頭 6–5           | x                     |
| 1927年 （昭和2年） | 東前頭3枚目 8–3 旗手 ★    | 東前頭3枚目 6–5 | 東小結 8–3               | 西前頭2枚目 7–3 1痛分 |
| 1928年 （昭和3年） | 西関脇 7–4                | 東小結 9–2      | 東関脇 3–6–2             | 東関脇 6–5            |
| 1929年 （昭和4年） | 西小結 6–5                | 西小結 4–4–3    | 西前頭筆頭 1–10          | 西前頭筆頭 引退 7–4–0 |
| 各欄の数字は、「勝ち-負け-休場」を示す。 優勝 引退 休場 十両 幕下 三賞：敢=敢闘賞、殊=殊勲賞、技=技能賞 その他：★=金星 番付階級：幕内 - 十両 - 幕下 - 三段目 - 序二段 - 序ノ口 幕内序列：横綱 - 大関 - 関脇 - 小結 - 前頭（「#数字」は各位内の序列） |                           |                 |                          |                       |

- 1919年5月、1923年5月の1休は相手力士の休場によるもの